# Benjamin Morrell
Benjamin Morrell (Rye, 5 luglio 1795 – Mozambico portoghese, 1838 o 1839) è stato un esploratore e navigatore statunitense che intraprese una serie di viaggi, soprattutto nell'Atlantico, nell'oceano Australe e nelle isole del Pacifico.
In un libro di memorie opera di un ghost-writer, A Narrative of Four Voyages, nel quale sono descritti i suoi viaggi per mare tra il 1823 e il 1832, Morrell aggiunse numerose informazioni riguardanti nuove terre e isole da lui scoperte, molte delle quali sono state messe in discussione da geografi e storici e in alcuni casi si sono rivelate addirittura false. Terminò la sua carriera da fuggiasco, dopo aver distrutto la sua nave e sottratto parte del carico recuperato.
Morrell fece una rapida carriera: fuggito in mare all'età di 17 anni, venne catturato e fatto prigioniero due volte dagli inglesi durante la Guerra del 1812. Successivamente navigò come marinaio semplice per alcuni anni prima di essere nominato primo ufficiale, e più tardi capitano, della Wasp, una nave di New York adibita alla caccia alla foca. A bordo della Wasp, nel 1823, intraprese un lungo viaggio nelle acque subantartiche, e al suo ritorno dichiarò, senza alcun fondamento, di essersi spinto oltre 70° S e di aver avvistato una nuova linea costiera nella zona oggi nota come Mare di Weddell. I suoi viaggi successivi si concentrarono principalmente nel Pacifico, dove cercò di sviluppare relazioni commerciali con le popolazioni indigene. Sebbene Morrell avesse parlato di un enorme potenziale di ricchezze che si poteva ottenere dal commercio nel Pacifico, i suoi sforzi rimasero, nel complesso, non redditizi dal punto di vista commerciale.
Nonostante i suoi contemporanei lo ritenessero un bugiardo e un inventore di fandonie, la reputazione di Morrell è stata difesa da alcuni commentatori successivi che, pur mettendo in dubbio la sua affidabilità generale, sostengono che non tutta la sua vita sia stata dettata da frode ed esagerazione. Essi ritengono che, a parte i toni esplosivi e vanagloriosi delle testimonianze che portano il suo nome, vi siano prove per affermare che abbia svolto un lavoro utile, come la scoperta di vasti depositi di guano che hanno portato allo sviluppo di uno sfruttamento su vasta scala. Si ritiene che sia morto nel 1838 o nel 1839, in Mozambico; vi sono prove, tuttavia, che suggeriscono che questa morte sia stata solamente una messinscena, e che abbia trascorso gli ultimi anni in esilio, possibilmente in Sudamerica.

## Primi anni e carriera

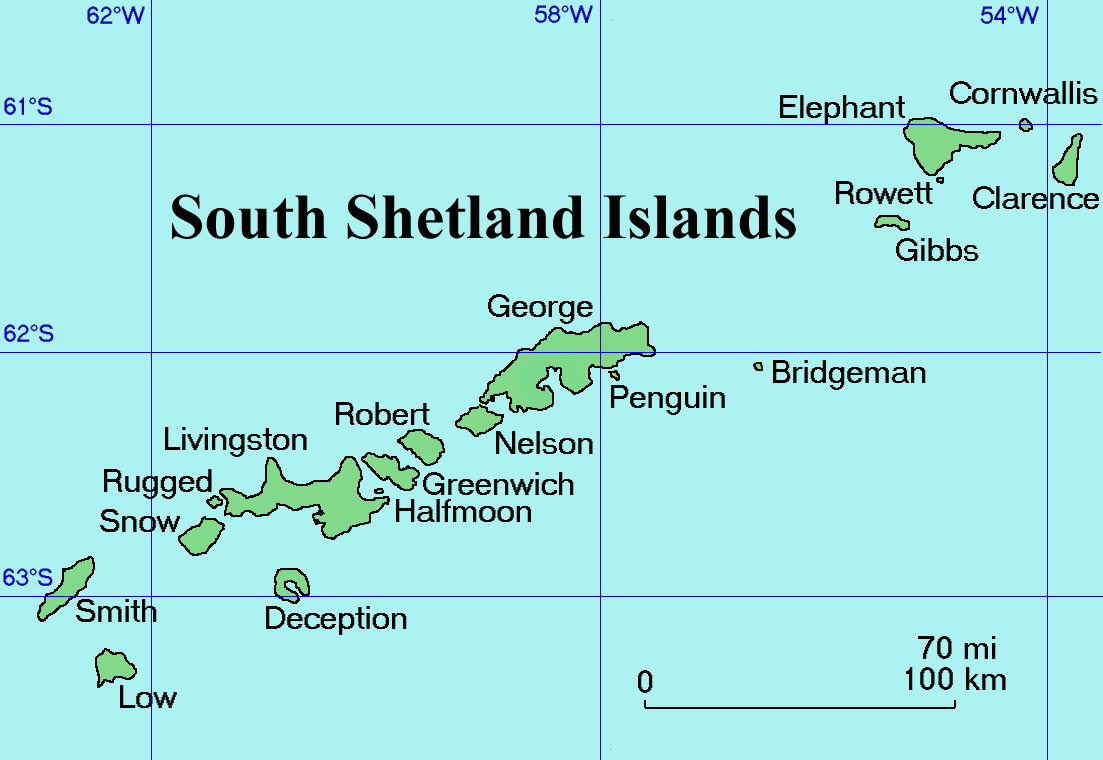
Mappa delle Shetland australi, teatro delle prime avventure antartiche di Morrell.

Morrell nacque a Rye, nella contea di Westchester dello Stato di New York, il 5 luglio 1795. Crebbe a Stonington (Connecticut), dove il padre, anch'egli di nome Benjamin, lavorava come costruttore navale. Morrell, dopo aver ricevuto una scarsa istruzione, fuggì in mare all'età di 17 anni «senza prendere congedo da nessun membro della mia famiglia, né intimando il mio scopo a una singola anima». Durante la Guerra del 1812, che scoppiò mentre era in mare, venne catturato due volte dagli inglesi: durante il suo primo viaggio la sua nave, che trasportava un carico di farina, venne intercettata al largo di Saint John's (Terranova) e Morrell fu trattenuto per otto mesi. Catturato nuovamente, nel suo secondo viaggio, venne portato nella prigione del Dartmoor, in Inghilterra, dove trascorse due anni di detenzione. Dopo la sua liberazione Morrell continuò la sua carriera di navigatore come marinaio semplice, dal momento che la sua mancanza di istruzione gli impedì di avanzare al grado di ufficiale. Tuttavia, il capitano Josiah Macy lo prese in simpatia e gli insegnò tutto ciò che doveva sapere per qualificarsi come ufficiale, e nel 1821 venne nominato primo ufficiale della fochiera Wasp, al comando del capitano Robert Johnson.
La Wasp era diretta alle isole Shetland australi, che erano state scoperte tre anni prima dal capitano inglese William Smith. Morrell, che evidentemente aveva sentito parlare di queste isole, era desideroso di andarci. Durante il viaggio che ne seguì fu coinvolto in una serie di «straordinarie avventure», rischiando di annegare dopo essersi perso in mare su una piccola barca durante una tempesta che lo spinse a 50 miglia nautiche (93 km) dalla nave e lavorando duramente per cercare di liberare la Wasp quando rimase intrappolata nei ghiacci. Il giorno successivo al suo ritorno a New York Morrell venne nominato capitano della Wasp, mentre Johnson prese il comando della goletta Henry. Le due navi ricevettero l'incarico congiunto di tornare nei mari del Sud per catturare foche, commerciare ed esplorare, e «accertare la praticità, in circostanze favorevoli, di penetrare al Polo Sud».

## I quattro viaggi

### Primo viaggio: mari del Sud e oceano Pacifico
La Wasp e la Henry salparono da New York il 21 giugno 1822 e viaggiarono unite fino alle isole Falkland, poi si separarono: la Wasp si diresse verso est alla ricerca di terreni di caccia alla foca. Le testimonianze di Morrell riguardo ai successivi mesi di viaggio in acque antartiche e subantartiche sono controverse. Le sue affermazioni riguardanti distanze, latitudini e scoperte sono state ritenute inaccurate o impossibili, alimentando la sua reputazione di bugiardo tra i contemporanei e spingendo gli scrittori successivi ad avanzare molte critiche al riguardo.

#### In acque antartiche

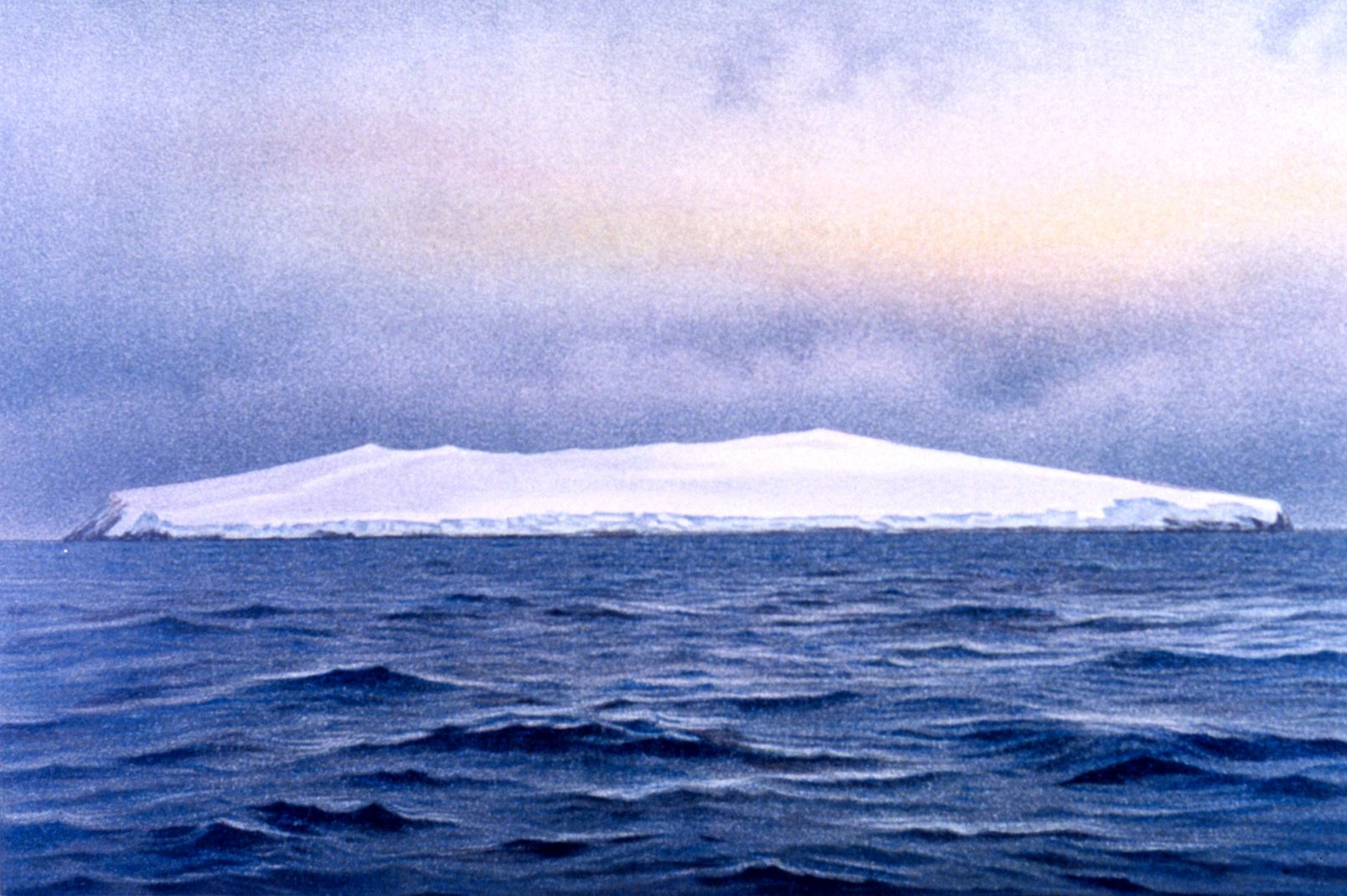
L'isola di Bouvet (fotografia del 1898).

Il diario di Morrell indica che la Wasp raggiunse la Georgia australe il 20 novembre, e poi si diresse a est verso la remota isola di Bouvet, situata approssimativamente a metà strada tra l'Africa meridionale e il continente antartico e nota come l'isola più remota del mondo. Essa era stata scoperta nel 1739 dal navigatore francese Jean-Baptiste Charles Bouvet de Lozier, ma le coordinate che aveva fornito erano così inaccurate che il capitano James Cook, nel 1772, non era riuscito a trovarla, giungendo alla conclusione che non esistesse. Da allora l'isola venne avvistata nuovamente nel 1808, quando i capitani di baleniera inglesi James Lindsay e Thomas Hopper la raggiunsero e ne registrarono correttamente la posizione, nonostante non fossero riusciti ad attraccare. Morrell, da parte sua, trovò l'isola senza difficoltà - con una «facilità improbabile», secondo le parole dello storico William Mills -, prima di approdarvi e mettersi a cacciare le foche. Nella lunga descrizione che diede dell'isola, Morrell omise qualsiasi riferimento alla caratteristica fisica principale dell'isola, la sua copertura di ghiaccio permanente. Ciò ha indotto alcuni commentatori a dubitare che abbia effettivamente visitato l'isola.

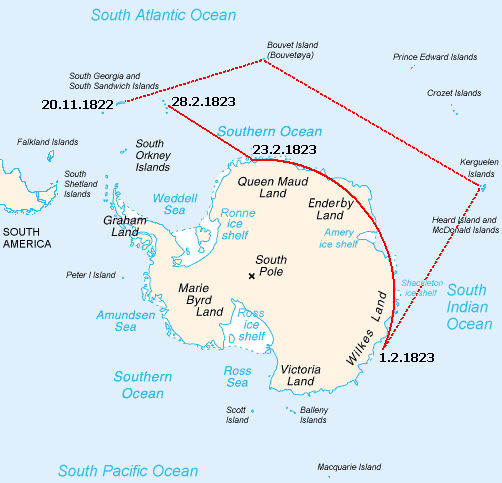
Il presunto viaggio della Wasp, dal 20 novembre 1822 al 28 febbraio 1823, secondo le posizioni riportate da Morrell. Gran parte del viaggio di ritorno (linea continua), se così fosse, sarebbe avvenuto entro la linea costiera antartica.

Dopo aver lasciato l'isola di Bouvet, la Wasp continuò verso est, raggiungendo le isole Kerguelen il 31 dicembre 1822, dove rimase per 11 giorni. Il viaggio poi proseguì evidentemente verso sud ed est fino al 1º febbraio 1823, quando Morrell registrò la sua posizione a 65°52'S, 118°27'E. Qui, Morrell dice di aver approfittato di una brezza di undici nodi e di aver fatto svoltare la nave per tornare a ovest. Se si eccettua una posizione non datata a 69°11'S, 48°15'E, il diario di Morrell rimane in silenzio fino al 23 febbraio, quando viene registrato l'attraversamento del meridiano di Greenwich (0°). Gli storici dubitano che sia riuscito a percorrere una distanza di 3 500 miglia nautiche (6500 km) da 118°E in acque ricoperte dai ghiacci e per giunta contro i venti dominanti. Nonostante alcuni scrittori, tra cui l'ex navigatore della Royal Navy Rupert Gould, abbiano sostenuto che le affermazioni di Morrell sulla velocità e sulla distanza siano plausibili, la latitudine provvisoria riportata da Morrell è risultata essere ben all'interno del territorio antartico della terra di Enderby. Gould, che scriveva nel 1928 prima che i confini continentali di questo settore dell'Antartide fossero conosciuti, dava il suo sostegno a Morrell basandosi sul presupposto che la terra di Enderby fosse un'isola delimitata a sud da un braccio di mare. Egli aggiunse: «Se un giorno si scoprirà che la terra di Enderby faccia parte del continente antartico, anche i più incalliti sostenitori di Morrell dovranno, inevitabilmente, gettare la spugna».
Secondo Morrell, la Wasp raggiunse le isole Sandwich australi il 28 febbraio. La sua presenza qui è corroborata dalla descrizione del porto dell'isola di Thule, confermata dalle spedizioni dei primi anni del XX secolo. Nella fase successiva del viaggio Morrell ricorda di aver diretto la Wasp verso sud e, grazie a un mare sorprendentemente libero dai ghiacci, di aver raggiunto una latitudine di 70°14'S prima di virare verso nord perché il combustibile per le stufe della nave stava per finire. Se ciò che afferma fosse vero, Morrell sarebbe stato il primo capitano americano ad essere penetrato all'interno del circolo polare antartico. Secondo quanto afferma, credette, grazie alla scarsità dei ghiacci, di aver potuto «fare una gloriosa avanzata direttamente al Polo Sud, o fino all'85° senza il minimo dubbio». Alcune prove a favore delle affermazioni di Morrell riguardo l'aver raggiunto una latitudine così meridionale sono fornite dalle testimonianze di James Weddell, che un mese prima aveva effettuato un viaggio simile raggiungendo una latitudine di 74°15'S prima di ritirarsi. Le parole utilizzate da Weddell per esprimere la sua convinzione che il polo sud si trovasse in acque libere furono riprese quasi alla lettera da Morrell, le cui testimonianze furono trascritte nove anni dopo l'accaduto. Pertanto il geografo Paul Simpson-Housley ha ipotizzato che Morrell possa aver plagiato i racconti di Weddell, dal momento che le testimonianze di quest'ultimo erano state pubblicate nel 1827.

#### La Nuova Groenlandia del Sud
Nel suo racconto Morrell afferma di aver scorto, il giorno dopo aver svoltato verso nord dal punto più meridionale raggiunto, un ampio tratto di terra nella regione di 67°52'N, 44°11'W. Morrell chiamò questa terra «Nuova Groenlandia del Sud», scrivendo di averne esplorato con la Wasp oltre 300 miglia nautiche (560 km) di costa. Morrell fornì vivide descrizioni delle caratteristiche di questa terra, con osservazioni sulla sua abbondante fauna selvatica. Tuttavia, non esiste nessuna terra di questo genere; anche altre segnalazioni della sua presenza, riportate in questa zona o nei suoi pressi durante la spedizione del 1842 di Sir James Clark Ross, si sono rivelate altrettanto immaginarie. Nel 1917 l'esploratore scozzese William Speirs Bruce scrisse che l'esistenza di una terra in questa zona «non dovrebbe essere rigettata fino a quando non verrà assolutamente smentita». All'epoca sia Wilhelm Filchner che Ernest Shackleton, con le loro rispettive navi rompighiaccio, erano andati alla deriva vicino alla presunta posizione della Nuova Groenlandia del Sud senza vederne traccia. È stato ipotizzato che ciò che Morrell affermava di aver visto fosse in realtà la costa orientale della penisola antartica, situata circa 400 miglia nautiche (740 km) più a ovest del suo punto di osservazione. Ciò richiederebbe un errore di navigazione di almeno 10° e una revisione completa del tragitto di Morrell dopo aver lasciato le Sandwich australi. Supponendo che Morrell non si sia inventato tutto, è possibile che sia stato tratto in inganno da un miraggio superiore.

#### Pacifico e ritorno
Il 19 marzo Morrell «salutò le spettrali coste della Nuova Groenlandia del Sud» e si allontanò dall'Antartide per non farvi più ritorno. Le rimanenti tappe del viaggio sono incontrovertibili e consistettero in una crociera di un anno nell'oceano Pacifico. Durante il viaggio la Wasp raggiunse le Galápagos e l'isola di Más a Tierra dove, un secolo prima, era stato abbandonato il marinaio scozzese Alexander Selkirk, che fornì da ispirazione per la storia di Robinson Crusoe. La Wasp tornò a New York nel maggio 1824. Qua, Morrell scoprì che la moglie che aveva sposato nel 1819, mai nominata in nessun resoconto della sua vita o della sua carriera, e i suoi due figli piccoli, dei quali non conosciamo allo stesso modo il nome, erano morti. Morrell sposò rapidamente la sua cugina quindicenne, Abigail Jane Wood («Abby»).

### Secondo viaggio: Pacifico settentrionale e meridionale
Per il suo secondo viaggio Morrell prese il comando di una nuova nave, la Tartar, che salpò da New York il 19 luglio 1824 alla volta dell'oceano Pacifico. Nei due anni successivi la Tartar esplorò per la prima volta l'intera linea costiera americana dallo stretto di Magellano a capo Blanco (nell'attuale Oregon). Da qui si diresse a ovest verso le isole delle Hawaii, note all'epoca come isole Sandwich, dove il capitano James Cook aveva trovato la morte poco più di 40 anni prima. In seguito la Tartar ritornò sulla costa americana, che ridiscese lentamente verso sud fino allo stretto di Magellano.

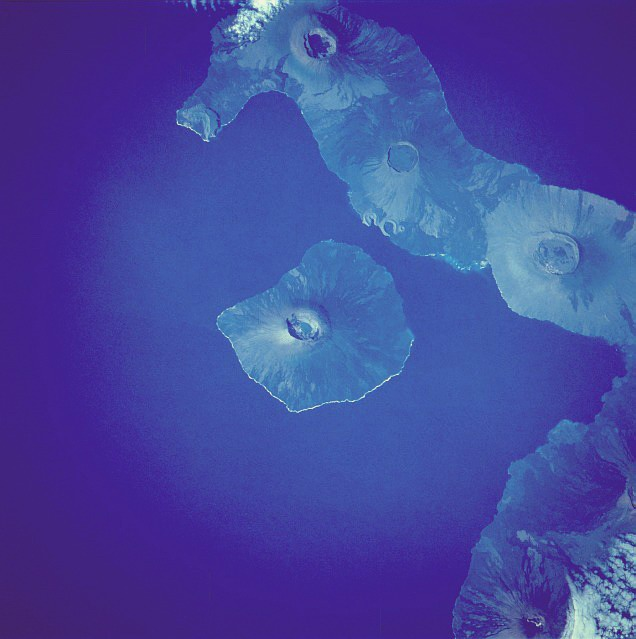
L'isola di Fernandina, nelle Galápagos, dove Morrell assistette ad una spettacolare eruzione vulcanica il 14 febbraio 1825.

Tra gli eventi di cui Morrell fu testimone e che registrò sul suo diario vi furono l'assedio di Callao, il principale porto del Perù, da parte dei liberatori guidati da Simón Bolívar e una spettacolare eruzione vulcanica sull'isola di Fernandina nell'arcipelago delle Galápagos, che la Tartar visitò nel febbraio del 1825. Fernandina, allora conosciuta come isola di Narborough, esplose il 14 febbraio. Secondo quanto afferma Morrell, «i cieli sembravano essere un tripudio di fuoco, mescolandosi a milioni di stelle cadenti e meteore, mentre le fiamme salivano verso l'alto dalla cima di Narborough all'altezza di almeno duemila piedi». Morrell riferì che la temperatura dell'aria raggiunse i 123 °F (51 °C), e mentre la Tartar si avvicinava al fiume di lava che si gettava nel mare la temperatura dell'acqua salì a 150 °F (66 °C). Alcuni membri dell'equipaggio svennero a causa del calore.
Morrell raccontò anche di come una battuta di caccia sulle coste della California portò a una schermaglia con gli abitanti del posto che sfociò in una vera e propria battaglia, con diciassette nativi morti e sette uomini della Tartar feriti. Morrell affermò di essere stato una delle vittime, in quanto ferito da una freccia nella coscia. Durante una visita a San Francisco Morrell scrisse: «Gli abitanti sono principalmente messicani e spagnoli che sono molto indolenti e, di conseguenza, molto sporchi». Dopo aver rivisitato le isole Galápagos e aver catturato un gran numero di otarie orsine e di testuggini, la Tartar iniziò un lento viaggio verso casa il 13 ottobre 1825. Lasciando il Pacifico, Morrell dichiarò di aver ispezionato personalmente e identificato ogni pericolo esistente lungo la costa americana di questo oceano. La Tartar raggiunse finalmente il porto di New York l'8 maggio 1826 con un carico principale di 6 000 pelli di otaria orsina. Questo bottino non piacque ai datori di lavoro di Morrell, che evidentemente si aspettavano un po' di più. «L'accoglienza che incontrai da parte dei miei proprietari fu fredda e ripugnante», scrisse. «La Tartar non era tornata a casa carica di argento e oro, e quindi i miei sforzi e i pericoli che avevo corso non contavano nulla».

### Terzo viaggio: coste dell'Africa occidentale

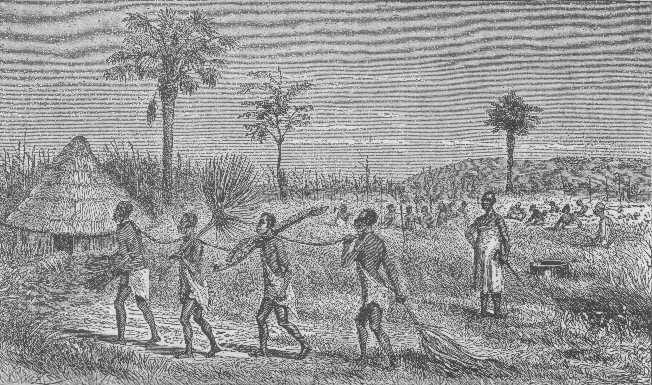
Schiavi africani in un disegno del XIX secolo.

Nel 1828 Morrell venne ingaggiato dai signori Christian Bergh & Co. per prendere il comando della goletta Antarctic (così chiamata, a quanto afferma, in onore delle sue precedenti scoperte antartiche). L'Antarctic lasciò New York il 25 giugno 1828, diretta verso l'Africa occidentale. Durante i mesi seguenti Morrell effettuò un'accurata indagine della costa africana tra il capo di Buona Speranza e Benguela, e condusse diverse brevi escursioni nell'entroterra. Rimase impressionato dal potenziale commerciale di questa costa, registrando che «qui è possibile procurare molte pelli di vario tipo, comprese quelle di leopardo, volpe e toro, così come piume di struzzo e minerali preziosi». Sull'isola di Ichaboe scoprì enormi depositi di guano, spessi sette metri e mezzo. Di fronte a tale opportunità annotò di essere convinto che un investimento di 30 000 dollari produrrebbe in due anni un profitto «dal dieci al millecinquecento per cento».
Durante il viaggio Morrell ebbe modo di osservare in prima persona la tratta degli schiavi, prima nelle isole di Capo Verde, all'epoca uno dei centri di questo commercio a causa della loro posizione geografica rispetto alle Americhe, all'Europa e all'Africa. Trovò le condizioni degli schiavi miserevoli, ma rimase colpito dalla loro passione per la musica che, secondo lui, «può alleviare anche le fitte causate dalle strazianti catene della schiavitù». Proseguendo nel viaggio, assistette a quella che descrisse come un'«orrida barbarie», compreso lo spettacolo di due schiave morte di agonia a seguito delle frustate ricevute. Nelle pagine del suo diario, concluse con queste parole un lungo soliloquio sui mali della schiavitù: «La radice, la fonte, il fondamento del male è l'ignoranza e la superstizione dei poveri negri stessi». L'8 giugno 1829 Morrell scrisse: «Il viaggio era stato prospero oltre le nostre aspettative, e qualsiasi ulteriore soggiorno sulla costa africana sarebbe stato uno spreco di tempo e denaro». Fece ritorno a New York il 14 luglio.

### Quarto viaggio: mari del Sud e oceano Pacifico

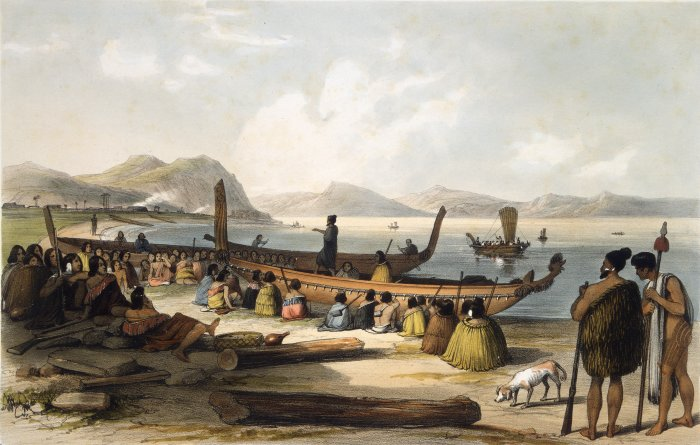
Canoe da guerra del Pacifico. L'equipaggio di Morrell incontrò imbarcazioni simili durante le sue schermaglie nelle isole del Pacifico.

Secondo Morrell, i proprietari dell'Antarctic decisero all'unanimità che doveva fare un altro viaggio con questa nave, e nel settembre 1829 la nave lasciò New York diretta verso l'Atlantico meridionale e il Pacifico in cerca di foche. Nonostante il parere contrario di Morrell e dei proprietari, sua moglie Abby insistette per accompagnarlo. Nel gennaio del 1830 l'Antarctic raggiunse le isole Auckland, a sud della Nuova Zelanda, dove Morrell sperava di trovare un gran numero di foche, ma non riuscì a trovarne nemmeno una. Si diresse allora a nord alla volta di Manila nelle Filippine, sperando di trovarvi un carico commerciale, e vi arrivò nel marzo 1830. Non era disponibile alcun carico del genere, ma Morrell venne persuaso dal console americano, George Hubbell, che un'impresa potenzialmente redditizia sarebbe stata quella di raccogliere i cetrioli di mare (noti anche come bêche-du-mer), disponibili in gran numero nelle isole note oggi come Micronesia. Una volta raccolti, potevano poi essere trasportati in Cina, dove erano molto apprezzati.
Hubbell non permise all'Antarctic di navigare con Abby a bordo, della quale forse si era invaghito. Morrell perciò salpò da Manila senza di lei, e inizialmente ebbe qualche difficoltà nel trovare cetrioli di mare in qualsiasi quantità, ma alla fine l'Antarctic raggiunse le isole Carteret, un piccolo atollo oggi appartenente alla Papua Nuova Guinea, dove trovò cetrioli di mare in gran numero. Morrell si accampò su una delle isole, dove dovette affrontare l'accoglienza ostile da parte dei locali, che rimasero comunque affascinati alla vista dei metalli, che non conoscevano. Alcuni oggetti furono rubati: Morrell rispose prendendo diversi capi come ostaggi, ma gli isolani attaccarono in massa l'accampamento di Morrell. Quattordici membri dell'equipaggio furono uccisi e l'Antarctic fu costretta ad abbandonare in fretta l'isola, lasciando indietro molta attrezzatura.
Morrell fece rientro a Manila, progettando una rappresaglia. Arruolò un gran numero di abitanti per ingrandire il suo equipaggio e, con l'aiuto di un prestito del console britannico, riadattò l'Antarctic dotandola di armi da fuoco e cannoni. La nave, ora con Abby a bordo, tornò alle isole Carteret, bombardandole. Dopo una serie di attacchi e pesanti perdite, la popolazione si arrese. Ciò permise a Morrell di occupare una delle isole in cambio di posate, ninnoli, utensili e altri manufatti di metallo. La pace fu solamente temporanea: l'accampamento di Morrell fu infatti continuamente assaltato dai locali. Alla fine Morrell decise di abbandonare l'impresa, a causa dell'«inappagabile vendicatività e delle incessanti ostilità» della popolazione nativa.
Il 13 novembre 1830, mentre tornava a Manila, l'Antarctic ancorò al largo della costa dell'isola di Uneapa (nell'odierna Nuova Britannia occidentale). La nave venne avvicinata da una flottiglia di canoe, piena di isolani apparentemente ben armati e aggressivi. Dopo l'esperienza delle isole Carteret, Morrell non ebbe scelta e ordinò all'equipaggio di fare fuoco. Le piccole imbarcazioni furono distrutte; molti locali morirono, mentre altri riuscirono a raggiungere la riva. Un uomo che si era aggrappato al timone dell'Antarctic venne condotto a bordo come prigioniero. L'equipaggio lo chiamò Sunday, ma il suo vero nome era Dako. Un resoconto di questo avvenimento venne inserito nel diario di bordo da John Keeler, il giovane ufficiale di rotta della nave. Poco più di una settimana dopo, il 22 novembre, una scaramuccia nelle isole Ninigo portò alla cattura di un altro prigioniero, che l'equipaggio chiamò Monday (quale fosse il suo vero nome non si è mai saputo). Con due prigionieri indigeni, ma senza nulla di ragguardevole da mostrare dopo quest'impresa, l'Antarctic tornò a Manila a metà dicembre.
Ormai alla disperata ricerca di denaro, Morrell raggranellò un po' di soldi mostrando Dako e Monday a un pubblico interessato. L'unica opportunità marinara disponibile, che fu obbligato ad accettare, fu quella di trasportare un carico a Cadice. Lasciò Manila il 13 gennaio 1831, portando con sé i prigionieri. Quando l'Antarctic raggiunse Cadice cinque mesi dopo, il porto era chiuso per quarantena, quindi Morrell fu costretto a scaricare il carico a Bordeaux, dove Dako e Monday, dei quali in città si vociferava fossero cannibali, attirarono nuovamente una grande curiosità. L'Antarctic raggiunse infine New York il 27 agosto 1831; nonostante la mancanza di successo commerciale, Morrell rimase ottimista riguardo alle prospettive future nel Pacifico. «Potrei, con una modesta somma prestatami ... aprire una nuova strada commerciale più lucrosa di quella che il nostro paese abbia mai avuto, e inoltre sarebbe in mio potere, e mio soltanto, assicurare il monopolio per qualsiasi termine voglia». Nell'ultimo paragrafo del suo libro di memorie, Morrell afferma che il padre della moglie, la zia della moglie e il suo figlio, così come una delle cugine di Morrell e suo marito, erano morti tutti durante la sua assenza.

## Carriera successiva

### Alla ricerca di denaro
Tornato a New York dopo il suo infruttuoso quarto viaggio, Morrell era fortemente indebitato e aveva urgente bisogno di fondi. I giornali mostrarono grande interesse per la storia del viaggio e Morrell era ansioso di fare cassa. A pochi giorni dal suo arrivo organizzò uno spettacolo teatrale, intitolato Two Cannibals of the Islands of the South Pacific. Questo spettacolo, abbellito con racconti del massacro delle isole Carteret e altre testimonianze drammatiche, richiamò folle numerose al museo Rubens Peale di New York. Nell'ottobre del 1831 Morrell portò lo spettacolo in un tour che ebbe inizio ad Albany il 10 dello stesso mese. Tra coloro che accorsero a vedere lo show c'era il dodicenne Herman Melville, il futuro autore di Moby Dick, che potrebbe aver basato il personaggio di Queequeg sul ricordo di Dako. Il tour proseguì verso Filadelfia, Baltimora e infine Washington, prima di terminare nel gennaio 1832, quando Morrell restituì lo spettacolo al Peale.
La seconda fonte di finanziamento prevista da Morrell era la vendita di un suo libro di memorie, che la casa editrice di J. e J. Harper era disposta a pubblicare. Gli editori ingaggiarono uno scrittore e drammaturgo esperto, Samuel Woodworth, affinché riorganizzasse gli appunti e i diari di bordo di Morrell, anche se il ruolo di Woodworth come ghostwriter non venne mai reso noto al pubblico. I diari di Abby Morrell ricevettero un trattamento simile da un altro autore affermato, Samuel Knapp. Il libro di Morrell venne pubblicato nel dicembre del 1832, quello della moglie all'inizio del 1833. Il libro di Morrell riscontrò un grande successo e ne furono vendute molte copie; il New York Mirror lo trovò «un lavoro molto interessante e istruttivo», con «emozionanti avventure e molte informazioni di ambito geografico e nautico». Anche il grande esploratore francese Jules Dumont d'Urville ne fu entusiasta, e riconobbe Morrell come «coraggioso, abile e detito»; l'esploratore e giornalista Jeremiah Reynolds, al contrario, osservò che il racconto conteneva più poesia che verità. Il libro di Abby attirò meno attenzione. Si supponeva che fosse stato scritto per promuovere «il miglioramento delle condizioni dei marinai americani», un argomento del quale la donna in realtà non aveva mai manifestato interesse. Woodworth sfruttò la curiosità del pubblico allestendo uno spettacolo teatrale, The Cannibals, che aprì al Bowery Theatre di New York nel marzo del 1833 e venne messo in scena più volte con grande fortuna. Il libro di Morrell divenne una delle fonti di ispirazione per il romanzo di Edgar Allan Poe Storia di Arthur Gordon Pym.

### Ritorno nel Pacifico
Con le sue fortune nuovamente accumulate e la sua nuova fama, Morrell iniziò i progetti per un nuovo viaggio nel Pacifico, con l'intenzione di riportare Dako e Monday alle loro isole e sfruttare ulteriori opportunità commerciali. Dopo aver esercitato, senza successo, pressioni presso il Congresso per raccogliere fondi, Morrell trovò alla fine dei sostenitori che gli fornirono un brigantino riconvertito, la Margaret Oakley, a bordo del quale salpò da New York il 9 marzo 1834. Tra i membri dell'equipaggio c'era Selim Woodworth, il figlio diciottenne di Samuel Woodworth, i cui diari e lettere fornirono una testimonianza del viaggio. Monday, tuttavia, non era con loro, essendo morto un anno prima.
La Margaret Oakley imboccò la rotta occidentale verso il Pacifico, attraversando l'Atlantico fino alle isole di Capo Verde per poi doppiare a sud il capo di Buona Speranza e attraversare l'oceano Indiano: giunse nelle vicinanze delle isole natie di Dako nel novembre del 1834. Dako fu accolto con entusiasmo dalla sua gente, come uno che era tornato dalla morte. Morrell rimase nella zona per diversi mesi, esplorando e raccogliendo manufatti, prima di partire nell'aprile 1835 per Port Jackson (il porto di Sydney) in Australia per riparare e riverniciare la nave. A giugno, Morrell era nuovamente nelle isole del Pacifico, dove salutò per sempre Dako. Dopo un intervallo infruttuoso alla ricerca di oro nell'entroterra della Nuova Guinea, Morrell navigò fino a Canton, in Cina, dove trovò un prezioso carico per New York sul quale anticipò un profitto di 100 000 dollari.
Dopo aver lasciato Canton il 14 novembre, la Margaret Oakley fu costretta dal maltempo a riparare a Singapore, dove parte del carico venne venduta per pagare le riparazioni. La nave lasciò Singapore il 31 dicembre 1835 e fu vista l'ultima volta al largo di Mauritius all'inizio del febbraio 1836, poi scomparve. In un primo momento venne data per dispersa assieme a tutto il suo equipaggio, ma poi, mesi dopo, a Mauritius arrivò la notizia che era naufragata al largo della costa del Madagascar. L'equipaggio era stato tratto in salvo, ma gran parte del carico era andata perduta nel naufragio e una parte ancora più consistente era stata usata per pagare i soccorritori e altri debitori di Morrell. Quando i rappresentanti degli assicuratori arrivarono in Madagascar per valutare la perdita, scoprirono che Morrell se n'era andato, portandosi dietro parte del resto del carico. Raggiunse il Sudafrica, dove si imbarcò su una nave britannica, la Rio Packet, diretta a Londra. Fuori dalla giurisdizione degli Stati Uniti, era al sicuro dalle autorità americane, che equiparavano le sue azioni alla pirateria.

### Gli ultimi anni e la morte
Arrivato a Londra all'inizio del 1837, Morrell tentò di convertire parte del carico rubato in denaro, ma le voci sul suo conto si erano diffuse e il ricavato venne immediatamente confiscato dagli agenti che agivano per conto degli assicuratori della Margaret Oakley. Con la reputazione ormai rovinata, gli fu impossibile trovare un nuovo impiego; cercò lavoro presso l'agenzia di spedizioni Enderby Brothers, ma Charles Enderby disse che «aveva sentito parlare così tanto [di Morrell] che non gli sembrava opportuno entrare in alcun rapporto con lui». Ostacolato a Londra, Morrell rivolse la sua attenzione alla Francia. Aveva sentito che d'Urville stava organizzando una spedizione nell'Antartico e il 20 giugno 1837 scrisse alla Società Geografica Francese di Parigi per offrire i suoi servizi: «Mi impegnerò a piantare la Gloriosa Bandiera della Francia dieci gradi più vicino al Polo di qualsiasi altra Bandiera vi sia mai stata piantata, a condizione che io possa ottenere il comando di una piccola goletta ... adeguatamente equipaggiata e attrezzata». La sua offerta venne rifiutata; Morrell era ormai considerato un truffatore anche in Francia, oltre che in Gran Bretagna e in America.
Non sappiamo come Morrell si sia mantenuto durante i suoi mesi a Londra, ma è possibile che Abby gli abbia mandato dei soldi dall'America. In qualche modo, nell'autunno del 1837 si diresse verso L'Avana a Cuba, dopo di che i suoi movimenti non sono chiari. Sembra che alla fine abbia ottenuto il comando di una nave, forse la Christine, e che nel settembre del 1838 fosse nuovamente in mare, progettando probabilmente di ritornare nel Pacifico. Tuttavia non si spinse mai oltre il Mozambico, sulla costa dell'Africa orientale: la sua nave affondò, ma Morrell riuscì ad arrivare a riva. Si dice che sia morto in Mozambico, o di febbre o durante un'insurrezione, alla fine del 1838 o agli inizi del 1839. L'esatta verità riguardo alla fine di Morrell è complicata da una testimonianza alternativa secondo la quale la Christine sarebbe naufragata un anno dopo, all'inizio del 1840, anche se non sappiamo se Morrell fosse ancora vivo o al comando del vascello. La Christine era una nave negriera, il che solleva la possibilità che negli ultimi anni Morrell si sia dedicato al commercio degli schiavi. Fairhead suggerisce un'ipotesi alternativa: Morrell avrebbe volutamente inscenato la sua morte in Mozambico per sfuggire agli assicuratori della Margaret Oakley. In seguito sarebbe fuggito in Sudamerica e avrebbe trascorso lì il resto dei suoi giorni. Una lettera datata 11 agosto 1843, inviata al redattore del New York Commercial Advertiser e firmata «Morrell», potrebbe, secondo Fairhead, essere stata scritta solo da qualcuno che conosceva bene il viaggio della Oakley. Fairhead non offre spiegazioni sul perché Morrell si fosse fatto nuovamente vivo, se lo fosse stato veramente: «Forse, come molti criminali, non poté resistere alla tentazione di mettersi in mostra».
Anche la storia di Abby Morrell è poco documentata dopo il 1838: due testimonianze, rispettivamente del 1841 e del 1850, la collocano a New York, ma i dettagli sulla sua vita e sulla sua eventuale morte sono del tutto sconosciuti.

## Il giudizio degli storici
Nonostante la sua nomea di truffatore in seguito alla débacle della Margaret Oakley, Morrell non venne condannato da tutti i contemporanei. Per alcuni, era «il peggior bugiardo del Pacifico», mentre d'Urville, che in precedenza aveva elogiato calorosamente il racconto dei Four Voyages di Morrell, cambiò opinione riguardo l'americano e lo accusò di essersi inventato molte delle sue presunte scoperte. Tuttavia, Jeremiah Reynolds, che aveva espresso il suo scetticismo sullo stile dell'opera, incluse le scoperte di Morrell nel Pacifico nel suo rapporto al Congresso intitolato A Report in relation to islands, reefs, and shoals in the Pacific Ocean. Questo, secondo Simpson-Housley, fu sicuramente un complimento per il navigatore altrimenti caduto in disgrazia.
Commentatori e storici successivi hanno avuto la tendenza a valutare la carriera di Morrell con un pizzico di simpatia. Hugh Robert Mill della Royal Geographical Society, nel 1905, scrisse al riguardo che un uomo poteva essere ignorante e vanaglorioso e tuttavia svolgere anche un lavoro valido. Mill pensava che Morrell fosse «intollerabilmente vanitoso e spaccone come qualsiasi eroe dei romanzi autobiografici», ma trovava comunque la sua narrazione «molto divertente». Rupert Gould, che scriveva nel 1928, pur considerando Morrell vanaglorioso e auto-incoraggiante, non lo riteneva un bugiardo intenzionale. A tal riguardo Gould pose l'accento sulle accurate informazioni che Morrell dette sulla scoperta dei depositi di guano sull'isola di Ichaboe, che gettarono le basi di una fiorente industria.
William Mills, un commentatore molto più recente, sostiene come molti che «qualcosa può essere recuperato dal racconto di Morrell, anche se gran parte deve essere scartata». Riguardo alle scoperte antartiche, che sono la principale preoccupazione di Mills, lo studioso sottolinea la poca enfasi con la quale esse vengono annunciate. Morrell, infatti, non sembra considerare la spedizione antartica particolarmente degna di nota e non rivendica per sé la scoperta della «Nuova Groenlandia del Sud», attribuendola al capitano Johnson nel 1821. Nella prefazione al suo libro Four Voyages, Morrell ammette di aver incorporato le esperienze di altri navigatori nelle sue testimonianze. Paul Simpson-Housley suggerisce che oltre ad adattare la narrativa di Weddell come sua esperienza personale, Morrell, parlando della sua visita del 1823 all'isola di Bouvet, potrebbe aver fatto sue anche le testimonianze della visita fattavi dal capitano George Norris nel 1825.
A ricordo delle brevi avventure antartiche di Morrell, l'isola di Thule, a 59°27'S, 27°19'W, un'isola del sottogruppo delle isole Sandwich australi noto come Thule australi, è nota anche come isola di Morrell. Durante i suoi viaggi nel Pacifico, Morrell incontrò gruppi di isole che non erano riportati sulle sue mappe e li trattò come nuove scoperte, dando loro i nomi di uomini newyorkesi che conosceva - Westervelt, Bergh, Livingstone, Skiddy. Un gruppo di isole venne chiamato «Young William Group» in onore del figlio neonato di Morrell. Nessuno di questi nomi compare sulle mappe moderne, ma il «Livingstone Group» è stato identificato con l'atollo di Namonuito e il «Bergh's Group» con le isole Chuuk.